# آیتل کانتونی
آیتل دانیلو کانتونی (اسپانیایی: Eitel Danilo Cantoni‎؛ زادهٔ ۴ اکتبر ۱۹۰۶ در مونته‌ویدئو، درگذشتهٔ ۶ ژوئن ۱۹۹۷ در مونته‌ویدئو) رانندهٔ مسابقات اتومبیل‌رانی فرمول یک اهل اروگوئه بود که در فصل ۱۹۵۲ در مجموع در سه گراند پری شرکت کرد، اما موفق به کسب هیچ امتیازی نشد.
کانتونی در ۶ ژوئن ۱۹۹۷ در مونته‌ویدئو درگذشت.